# Georg Fuchs von Rügheim
Georg IV Fuchs von Rügheim (né le 6 février 1519, mort le 22 mars 1561) est prince-évêque de Bamberg de 1556 à sa mort.

## Biographie
Georg Fuchs von Rügheim vient de la Maison de Fuchs (de).
Il fait des études en 1535 à l'université d’Erfurt, en 1537 à l'université de Heidelberg et en 1539 à l'université d'Ingolstadt.
En 1557, il donne le château de Veldenstein (de) à la ville libre de Nuremberg, comme l'avait promis son prédécesseur Weigand von Redwitz.
Son tombeau dans la cathédrale est l'œuvre de Kilian Sorg.

### Source, notes et références
- (de) Cet article est partiellement ou en totalité issu de l’article de Wikipédia en allemand intitulé « Georg IV. Fuchs von Rügheim » (voir la liste des auteurs).